# Elecciones parlamentarias de Noruega de 2013
Las elecciones parlamentarias de Noruega de 2013 fueron unas elecciones previstas y realizadas el día lunes 9 de septiembre de ese año.
Las elecciones parlamentarias se celebraron en toda Noruega el 9 de septiembre de 2013. La coalición de centro-derecha obtuvo 96 escaños en total, mientras que la Coalición roji-verde exgobernante obtuvo 72 escaños y el Partido Verde, quien se presentaba en solitario, obtuvo un solo escaño.

## Marco político
Ante la hegemonía laborista en el gobierno noruego durante estos años, los partidos conservadores conformaron una coalición antisocialista para ir a las elecciones y vencer al que era el primer ministro del partido laborista desde 2005, Jens Stoltenberg.
La coalición conservadora se componía de los partidos Høyre (Conservadores) y el progresista, tildados de ser de la extrema derecha. Ambos acordaron que si conseguían la mayoría en el Parlamento noruego, votarían a Erna Solberg, la líder del Partido Conservador.
Ante esta situación, los laboristas hicieron una coalición "roji-verde", al juntarse con los verdes.

### Situación con el ex primer ministro, Jens Stoltenberg
Estas elecciones fueron las cuartas a las que se presentaba el ex primer ministro de Noruega, Jens Stoltenberg, cuyo partido fue derrotado previamente en las elecciones de 2001, pero que ganó las de 2005 y las de 2009, aunque en las últimas elecciones, lo hizo en la coalición roji-verde. De haber sido reelegido, Stoltenberg habría sido el primer primer ministro de Noruega en ser elegido para tres mandatos consecutivos.

### Situación del voto a la derecha
Aunque los noruegos se han decantado por el voto a la derecha, también es resaltable que este voto ha sido más moderado de lo que se esperaba, ya que los ciudadanos noruegos se decantaron por votar al partido conservador, mucho más moderado que el tildado de extremista Partido del Progreso.
Así ocurre también con el Partido Cristiano, el cual no ha perdido escaños en estas votaciones, manteniéndose igual que en las parlamentarias de 2009.

## Campaña electoral
El gobierno de la coalición roji-verde llevaba perdiendo popularidad entre los votantes desde que entró en el gobierno tras las electorales de 2009.

### Coalición Roji-Verde
Los partidos de ideología de izquierdas o progresistas se unieron en un bloque "Roji-Verde" para presentarse unidos a estas elecciones.

### Coalición Conservadora
Los partidos de ideología centrista y los de ideología de derechas se unieron en una coalición conservadora, para presentarse a las elecciones con la intención de vencer en las votaciones al ya ex primer ministro, Jens Stoltenberg.
A la coalición no le afectó la matanza de Anders Behring Breivik en un campamento de las Juventudes Laboristas, ya que Siv Jensen, en representación de su partido repudió a Breivik y a otras personas del mismo estilo.

### Partidos sin representación
- Partido Rojo (Rødt), líder: Bjørnar Moxnes. El Partido Rojo es un partido político marxista de la izquierda radical. No pudieron conseguir ningún escaño parlamentario en las anteriores elecciones parlamentarias de 2009, con el 1,3% de los votos.
- Partido de los Pensionistas (Pensjonistpartiet), líder: Einar Lonstad. Tras las últimas elecciones legislativas en Noruega, el Partido de los Pensionistas se convirtió en el noveno partido más grande, con un 0,4% de los votos. El partido defiende como más importante la parte que sirve principalmente para promover los intereses de los pensionistas y las personas mayores. Solo salieron elegidos en 12 condados.
- Partido de Unidad Cristiana (Kristent Samlingsparti), líder: Morten Selven. El partido es un partido ultraconservador cristiano. Ellos recibieron el 0,2% de los votos en las elecciones de 2009. Se salieron elegidos en solo 12 condados.
- Los cristianos (De Kristne), líder: Erik Selle. El partido, fundado en 2011 en Bømlo, participó en las elecciones locales de Bømlo y recibió el 6,5% de los votos y dos representantes en el consejo local. El partido se basa en los valores conservadores cristianos, y se considera que está entre la Democracia Cristiana y los partidos de la Unidad Cristiana en el espectro político. Tuvo votos en todos los condados.
- Los demócratas (Demokratene i Norge), líder: Elisabeth Rue Strencbo. Un partido nacionalista y populista, que recibió 0,1% de los votos en las elecciones de 2009. Salieron en todos los condados .
- Partido Popular Liberal (Det Liberale Folkeparti), líder: Vegard Martinsen. El partido es libertario, y aboga por un gobierno mínimo. Recibieron menos del 0,1% de los votos en las elecciones de 2009 , y solo salieron en 6 condados.
- Partido Costero (Kystpartiet), líder: Bengt Stabrun Johansen. Un partido conservador nacionalista, conocido por defender los derechos de los pescadores y balleneros en el norte de Noruega. Ellos recibieron el 0,2% de los votos en las elecciones de 2009, pero llegaron a tener un porcentaje tan alto como 10%, en la región de Nordland, en 2001, cuando también aseguró un solo escaño en el parlamento, ocupado por el conocido activista de la caza de ballenas Steinar Bastesen. El partido salió en todos los condados en las elecciones de 2013.
- Partido Pirata (Piratpartiet), líder: Øystein Jakobsen. Fundada sobre la base de los más conocidos actores internacionales piratas a finales de 2012. Su política principal es la transparencia en el gobierno. Esta fueron sus primeras elecciones en Noruega. Salieron en todos los condados.
- Partido Comunista (Norges Kommunistiske Parti), líder: Svend Haakon Jacobsen. El partido marxista-leninista, es uno de los más antiguos de Noruega, data de 1923. Recibieron menos del 0,1% de los votos en las anteriores elecciones de 2009. Salieron únicamente en 7 condados.
- Lista del Pueblo contra la perforación petrolífera en Lofoten, Vesterålen y Senja (Folkeliste mot oljeboring i Lofoten, Vesterålen og Senja), candidato: Øystein Meier Johannessen. Un partido mono-tema contra la extracción de petróleo en el Lofoten, Vesterålen y Senja, un tema de gran debate en Noruega. Fueron sus primeras elecciones, en las que sacaron un solo candidato en Nordland.
- Poder Popular (Folkemakten), líder: Siv Gorbitz. El partido fue fundado en 2012, y aboga por la democracia directa. Solo presentaron un candidato en Hordaland.
- Partido de la Sociedad (Samfunnspartiet), líder: Øystein Meier Johannessen. Un partido anarquista. Recibió por debajo del 0,1 % de los votos en las anteriores elecciones de 2009. Solo se presentó en 4 condados.
- Un Hospital para Alta (Sykehus til Alta). Un partido mono-tema abogando por la construcción de un nuevo y moderno hospital en Alta. Fueron sus primeras elecciones. Solo se presentaron en Finnmark.

### Las coaliciones con representación y los Verdes
En el parlamento consiguieron representación las dos coaliciones (la «roji-verde» y la «conservadora») y el Partido de los verdes, el cual no se posicionó en ninguna de las dos coaliciones anteriores.
| Coalición      | % de votos de la coalición | Partido Insignia                   | Candidato | Candidato        | Lista de Partidos   | % de votos individual |
| -------------- | -------------------------- | ---------------------------------- | --------- | ---------------- | ------------------- | --------------------- |
| Centro-Derecha | 54%                        |                                    |           | Erna Solberg     | Partido Conservador | 26.8%                 |
| Centro-Derecha | 54%                        | Partido del Progreso               | 16.3 %    | Erna Solberg     |                     |                       |
| Centro-Derecha | 54%                        | Partido Demócrata Cristiano        | 5.6 %     | Erna Solberg     |                     |                       |
| Centro-Derecha | 54%                        | Venstre                            | 5.2 %     | Erna Solberg     |                     |                       |
| Roji-Verde     | 40.4%                      |                                    |           | Jens Stoltenberg | Partido Laborista   | 30.8%                 |
| Roji-Verde     | 40.4%                      | Partido del Centro                 | 5.5 %     | Jens Stoltenberg |                     |                       |
| Roji-Verde     | 40.4%                      | Partido de la Izquierda Socialista | 4.1 %     | Jens Stoltenberg |                     |                       |
| -/-            | 2.8%                       |                                    |           | Hanna Marcussen  | Partido Verde       | 2.8%                  |

## Resultados
Tras escrutar más de la primera mitad de los votos, el 52,6% exactamente, la coalición conservadora sacaba un total del 54,7% de los votos, mientras que la coalición roji-verde se quedaba en 40,5%.
El Partido Laborista logró imponerse en los votos como partido individual en votos con un 30,8%, mientras que los conservadores se quedaron segundos con un 26,8%, aumentando su participación en el voto en un 9,6%, un gran porcentaje recibido de ex-votantes del Partido del Progreso, algo más extremista.
Tras el recuento final, el resultado fue de 99 escaños para los conservadores (para la mayoría son necesarios 85) y 69 para los roji-verdes.
Para el partido verde, el cual no mostró ningún apoyo previo a ninguno de los dos bloques, recibió su primer diputado en el Parlamento de Noruega, el cual fue elegido por la circunscripción de Oslo.

### Los resultados de los bloques electorales
Debido a que el Partido Verde no se había posicionado en ninguno de los dos bloques, quedando como el "Partido no alineado", las predicciones se basaron únicamente en si el bloque Roji-Verde iba a continuar en el poder o el bloque de centro-derecha llegaría a la mayoría. Muchos analistas defendieron más la segunda opción.
Finalmente fue el bloque de centro-derecha el ganador de los comicios sacando en total un 53,9% de los votos nacionales. Quedando el bloque Roji-Verde con un resultado total del 40,5% de los votos nacionales.